# Zarumilla (rijeka)
Zarumilla je rijeka u Južnoj Americi koja označava granicu između Perua i Ekvadora. Ime je dobila po peruanskom gradu Zarumilla.
Dio je utočišta mangrova u zaljevu Guayaquil-Tumbes, a njegove struje, sedimenti i plima snažno utječu na geomorfologiju područja. Ulijeva se u zaljev Guayaquil.
Najveći gradovi na njegovim obalama su Huaquillas, u ekvadorskoj pokrajini El Oro, i Aguas Verdes u regiji Tumbes u Peruu; koji su povezani međunarodnim mostom. Voda teče kroz kanal dok rijeka prolazi ovim naseljenim područjima. Ljudi iz obje zemlje ispuštaju svoj otpad u kanal, što stvara zagađenje.

## Granična pitanja
Godine 1998., tijekom El Niña, rijeka je promijenila svoj tok, pomaknuvši 1 četvorni kilometar kopna na svoj istočni rub. Ekvadorci su iskoristili ovu situaciju, rekavši da je rijeka prirodna granična oznaka i stoga im daje prava na pogođenom području. Peruanci su tvrdili da je to područje suvereno peruansko tlo.